# Moldcell
Moldcell este un operator de telefonie mobilă din Republica Moldova, care activează în standardul GSM UMTS, și LTE. 

## Informații generale
Moldcell este un operator de telecomunicații mobile din Republica Moldova, făcând parte din grupul CG Cell Technologies DAC care își are sediul în Nepal. În februarie 2020, proprietarul anterior al companiei Moldcell, Telia Company, a anunțat vânzarea celor 100% de acțiuni deținute în Moldcell către CG Cell Technologies DAC, deținută în totalitate de CG Corp Global. Tranzacția a fost finalizată pe 25 martie 2020, iar CG Cell Technologies DAC este acum oficial noul proprietar al Moldcell.
Moldcell și-a lansat activitatea comercială în anul 2000. La ora actuală, conform raportului pe 2023, Moldcell avea aproximativ 1,5 milioane de abonați

## Istorie
La 28 aprilie

Logo-ul anterior

2000, Moldcell deschide primul său oficiu de vânzări, la Chișinău, pe strada
Tighina 55. În același an, operatorul lansează în premieră națională serviciul
SMS și primul pachet preplătit. Primul logo al companiei era imaginea unui cerb
prietenos și primul slogan, devenit celebru, suna: ”Ne-ați așteptat? Noi am
venit.”
La cea de-a cincea aniversare, Moldcell prezintă
varianta non-stop a serviciului Call Center (444 pe mobil și 022 444 444 pe
fix). De asemenea, în 2005 Moldcell introduce în premieră tehnologia EDGE,
datorită căreia viteza de internet mobil crește de 3 ori în rețea. Primul plan
tarifar dedicat persoanelor cu dizabilități de auz este lansat de Moldcell în
2006. Alocard Alternativ se baza pe servicii de text și internet, cu un
serviciu clientelă specializat. În 2007, Moldcell devine primul operator de
telefonie mobilă care acceptă plăți electronice. Peste mai puțin de un an, 17%
dintre plăți se efectuează electronic, iar în 2014 - 63%. Moldcell lansează
comercial serviciile 3G în anul 2008 și tot atunci este emis primul apel video
din rețea.  În anul 2009, grupul
TeliaSonera devine primul operator la nivel global care lansează comercial
servicii 4G. La cea de-a zecea aniversare, Moldcell își înnoiește imaginea,
trecând la un stil proaspăt și modern care confirmă apartenența sa la familia
de operatori TeliaSonera. Rebranding-ul companiei s-a realizat într-o singură
noapte, iar concertul din aer liber organizat de Moldcell în seara de 28
aprilie 2010 în Piața Marii Adunări Naționale a adunat un număr record de
spectatori – peste 120 000. Moldcell a devenit primul operator 4G din Moldova
în anul 2012. Tot atunci, compania lansează în premieră națională servicii de
mSănătate pentru câteva categorii de beneficiari, inclusiv femeile însărcinate
și tinerele mame. În 2012, Republica Moldova devine a opta țară din lume care
introduce semnătura mobilă. Moldcell a avut o contribuție strategică în acest
proiect, oferind implementatorilor locali experiența în domeniu a companiilor
baltice din grupul TeliaSonera.
Platforma de
comunicare ”Născut în Moldova” a fost lansată de Moldcell în anul 2013, o dată
cu introducerea la nivel național a serviciului de portabilitate a numerelor de
telefon. Tot atunci, Moldcell a oferit în premieră pentru piața locală opțiunea de apeluri naționale nelimitate.

Moldcell

## Produse și servicii
Cartelă Moldcell – planuri tarifare preplătite, fără obligațiunea
de a încheia contract sau a efectua plăți lunare.
Moldcell propune
celor tineri și liberi să intre în comunitatea #bum. Activând opțiunea #bum,
abonații beneficiază de convorbiri nelimitate în comunitate, acces gratuit la rețele sociale, in limita la 1Gigabayte minute naționale, SMS și trafic internet incluse. Oferta pentru noii abonați la cartela  cartela 40 60 si 80 ce ofera minute cu toata moldova + internet mobil 
Venind în
întâmpinarea necesităților abonaților din regiuni, Moldcell dispune de tarife speciale pentru apeluri
naționale și internaționale pentru zona de Nord a Republicii Moldova.
Abonament Moldcell – planuri tarifare accesibile prin contract, care
oferă maximum avantaje stabile de comunicare. Cele mai noi Abonamente Moldcell
oferă apeluri nelimitate în rețea, Roaming din minutele incluse, minute
naționale care sunt egale cu minutele internaționale. Conform statisticilor
ANRCETI, Moldcell este leader pe segmentul Abonament în Moldova. Dacă la nivel
național, media cotei de piață Abonament și Postpiad este de 22.7%, cota
Moldcell la acest capitol este de 33.26%.
Internet ca lumea – Moldcell propune pachete de internet mobil și
prin dispozitive dedicate (modeme, routere, etc.) în standardele 3G și LTE.
Moldcell business – soluții de comunicare și suport pentru clienții
corporativi. Moldcell oferă o gamă extinsă de servicii (Infoline,
Telemarketing, Telesale, SMS angro, Transport Management) pentru susținerea și
dezvoltarea afacerilor locale și internaționale. 
M-Club – cel mai
tare program de reduceri exclusiv. Abonații Moldcell primesc oferte speciale și
reduceri de până la 80% oferite de către partenerii implicați. Promoțiile și
prețurile speciale pot fi accesate printr-un cod special ce se obține online
sau prin SMS la numărul scurt 9900. 

## Internet
4G este a patra generaţie în tehnologia comunicaţiilor mobile şi se oferă în baza standardului LTE (LongTermEvolution). Această tehnologie permite calitate și viteză de navigare superioară celor existente până acum, de până la 150 Mbps download și până la 75 Mbps upload.
Moldcell a fost primul operator din Republica Moldova care a lansat comercial serviciile 4G. Iar acum serviciile sunt disponibile pentru toţi abonaţii prepaid, abonament, postpaid, atât prin smartphone, cât şi prin modem sau alte sisteme mobile. Indiferent dacă abonatul utilizează Internet mobil pe smartphone, tabletă sau laptop, dacă e pachet voce sau Internet, tot traficul Internet mobil Moldcell este disponibil şi în 4G!
În afara de experiența inedită de navigare pe Internet şi utilizarea aplicațiilor, 4G se potriveşte perfect pentru televiziunea mobilă HD, televizunea 3D, sistemele pentru conferinţe video și noile sisteme de operare mobile: Android, iOS, Windows.
Moldcell are acoperire 4G în peste 30 de localităţi din Moldova, printre care: Bălți, Bubuieci, Cahul, Călăraşi, Seliștea Nouă, Căuşeni, Ceadîr-Lunga, Chișinău, Codru, Comrat, Cricova, Drochia, Edineț, Făleşti, Floreşti, Grătiești, Hîncești, Ialoveni, Leova, Orhei, Rîșcani, Soroca, Stăuceni, Străşeni, Taraclia, Trușeni, Ungheni, Vulcănești. Localitățile Novaci, Cojușna, Bugeac, Măgdăcești, Porumbeni, Hulboaca, Durlești, Dumbrava au deocamdată o acoperire 4G parțială.
Comparație de utilizare a 3G și 4G:
| Tehnologie                           | 3G          | 4G          |
| Descarci un fișier de 20 MB          | <1 minut    | <15 secunde |
| Asculți o melodie online             | <5 secunde  | <1 secundă  |
| Vizionezi un clip video pe YouTube   | <10 secunde | <1 secundă  |
| Vizionezi un clip video în HD online | <30 secunde | <5 secunde  |
| Încarci o fotografie pe Facebook     | <10 secunde | <1 secundă  |
| ------------------------------------ | ----------- | ----------- |

## Rezultate 2014
Pe data de 11 august 2014, Moldcell a achiziționat noi
frecvențe radio (800, 900 și 1800 MHz) și și-a prelungit licența de activitate
pentru următorii 15 ani.
 Cu o investiție de 25,5 de milioane de Euro în procurarea noilor licențe,
Moldcell și TeliaSonera și-au reconfirmat angajamentul de a oferi servicii de calitate înaltă
abonaților din Moldova. 
Din 2000 și până
în 2014, Moldcell a investit 3.7 miliarde MDL în dezvoltarea infrastructurii de
telecomunicații. În aceeași perioadă, compania a achitat peste 1 miliard 254
milioane MDL pentru taxe și impozite de stat.
Al doilea an la
rând, Moldcell își menține poziția de lider în portabilitatea numerelor. De la
lansarea acestui serviciu în iulie 2013 și până la finele lui 2014, Moldcell a
atras în rețeaua sa 60% dintre abonații ce au decis să porteze. 
La finele anului
2014, Moldcell obținea cele mai mari venituri din comercializarea serviciilor
de internet în bandă largă (35.92%).
Moldcell este
unicul operator de pe piață care continuă stabil să-și crească cifra de afaceri,
de la 25.41% în semestrul 4 al anului 2012 până la 30.39 la finele lui 2014.  
În 2014, Moldcell
devine partener al primului laborator de inovații din Moldova. MiLab lucrează
cu oameni pentru a crea soluții care le vor îmbunătăță viața de zi cu zi. MiLab
este un proiect comun al UNDP Modova, Centrul de Guvernare Electronică,
Ambasada Marii Britanii la Chișinău, Moldcell și alți parteneri privați..